# Lexington (Geòrgia)
Lexington és una població dels Estats Units a l'estat de Geòrgia. Segons el cens del 2000 tenia 239 habitants.

## Demografia
Segons el cens del 2000, Lexington tenia 239 habitants, 101 habitatges, i 65 famílies. La densitat de població era de 170,9 habitants/km².
Dels 101 habitatges en un 23,8% hi vivien nens de menys de 18 anys, en un 44,6% hi vivien parelles casades, en un 17,8% dones solteres, i en un 35,6% no eren unitats familiars. En el 28,7% dels habitatges hi vivien persones soles l'11,9% de les quals corresponia a persones de 65 anys o més que vivien soles. El nombre mitjà de persones vivint en cada habitatge era de 2,27 i el nombre mitjà de persones que vivien en cada família era de 2,82.
Per edats la població es repartia de la següent manera: un 19,2% tenia menys de 18 anys, un 10% entre 18 i 24, un 28,5% entre 25 i 44, un 26,8% de 45 a 60 i un 15,5% 65 anys o més.
L'edat mediana era de 40 anys. Per cada 100 dones de 18 o més anys hi havia 103,2 homes.
La renda mediana per habitatge era de 41.932 $ i la renda mediana per família de 56.875 $. Els homes tenien una renda mediana de 22.417 $ mentre que les dones 38.056 $. La renda per capita de la població era de 22.513 $. Entorn del 4,1% de les famílies i el 7,9% de la població estaven per davall del llindar de pobresa.

## Poblacions més properes
El següent diagrama mostra les poblacions més properes.